# フラッシュエージェント
株式会社フラッシュエージェント（英: Flash Agent Co., Ltd.）は、東京都渋谷区に本社を置くiPhoneやiPad、Android端末、Surface、Nintendo Switch、ガラケー、Apple Watchなどの修理を行う「スマホ修理王」を経営する日本の企業。

## 概要
2025年2月時点で、「スマホ修理王」の屋号で新宿、渋谷、池袋、上野、秋葉原、北千住、新橋、五反田、赤羽、吉祥寺、名古屋駅前、名古屋栄、大須、大阪梅田、大阪心斎橋、なんば、天王寺、福岡天神、博多を中心に店舗を展開している。

## 沿革
- 2004年（平成16年） - 会社設立
- 2010年（平成22年） - 「iPhone修理王」の屋号でスマートフォン修理事業を開始[3][4]
- 2018年（平成30年） - 株式会社イオシスの子会社となる[5]
- 2022年（令和4年） - 本社を移転[6]
- 2022年（令和4年） - 博多バスターミナル店がオープン[7]
- 2022年（令和4年） - 株式会社イオシスが、株式会社フラッシュエージェントの全株式を株式会社モバイルコムに譲渡[8]
- 2022年（令和4年） - 名古屋駅前店がオープン[9]
- 2023年（令和5年） - イオシス大須店が移転し、大須店に店名を変更[10]
- 2023年（令和5年） - イオシス秋葉原店が移転し、秋葉原店に店名を変更[11]
- 2023年（令和5年） - 池袋北口店が東口に移転し、池袋店に店名を変更[12]
- 2023年（令和5年） - イオシス福岡天神店が移転し、福岡天神店に店名を変更[13]
- 2023年（令和5年） - 新宿店がオープン[14]

## 拠点
- 東京
  - スマホ修理王 新宿店
  - スマホ修理王 渋谷店
  - スマホ修理王 池袋店
  - スマホ修理王 上野御徒町店
  - スマホ修理王 秋葉原店
  - スマホ修理王 北千住店
  - スマホ修理王 新橋店
  - スマホ修理王 五反田店
  - スマホ修理王 赤羽店
  - スマホ修理王 吉祥寺店
- 愛知
  - スマホ修理王 名古屋駅前店
  - スマホ修理王 名古屋栄店
  - スマホ修理王 大須店
- 大阪
  - スマホ修理王 大阪梅田店
  - スマホ修理王 大阪心斎橋店
  - スマホ修理王 なんば店
  - スマホ修理王 天王寺ミオ店
- 福岡
  - スマホ修理王 福岡天神店
  - スマホ修理王 博多バスターミナル店
- 事務所
  - 東京本社